# Archidiocèse de Mombasa
L'archidiocèse de Mombasa (en latin : Archidioecesis Mombasaensis ) est un diocèse catholique et siège métropolitain de l'Église catholique au Kenya.

## Territoires
L'archidiocèse comprend les comtés de Mombasa, Kwale, Kilifi et Taita-Taveta, sur l'ancienne province de la Côte. Le siège épiscopal est à Mombasa, où se trouve la cathédrale de l'Esprit-Saint. Le territoire est divisé en 52 paroisses.

## Histoire
Le diocèse de Mombasa et Zanzibar est érigé le 8 mai 1955 avec la bulle Ea sanctissima du pape Pie XII, à partir de l'archidiocèse de Nairobi.
Le 12 décembre 1964, le diocèse est divisé entre le diocèse de Mombasa et l'actuel diocèse de Zanzibar.
Le 9 décembre 1976, il cède une portion de territoire pour la création de l'actuel diocèse de Garissa.
Le 21 mai 1990 , le diocèse est élevé archidiocèse métropolitain, par la bulle Cum Ecclesia Catholica du pape Jean-Paul II. John Njenga(1928-2018) en est le premier archevêque.
Le 2 juin 2000, il cède une partie de son territoire pour l'érection du diocèse de Malindi.

## Statistiques
| année | baptisés | population totale | pourcentage | prêtres | dont séculiers | dont réguliers | catholiques par prêtre | diacres | religieux | religieuses | paroisses |
| ----- | -------- | ----------------- | ----------- | ------- | -------------- | -------------- | ---------------------- | ------- | --------- | ----------- | --------- |
| 1970  | 62 646   | 936 000           | 6,7         | 52      | 5              | 47             | 1 204                  |         | 47        | 108         | 22        |
| 1980  | 81 790   | 1 289 000         | 6,3         | 52      | 15             | 37             | 1 572                  |         | 37        | 147         | 31        |
| 1990  | 140 000  | 1 339 000         | 10,5        | 51      | 28             | 23             | 2 745                  |         | 24        | 191         | 38        |
| 1999  | 167 610  | 1 829 190         | 9,2         | 60      | 32             | 28             | 2 793                  | 1       | 34        | 282         | 42        |
| 2000  | 179 220  | 1 632 000         | 11,0        | 63      | 36             | 27             | 2 844                  | 1       | 33        | 386         | 41        |
| 2001  | 220 000  | 1 924 000         | 11,4        | 68      | 42             | 26             | 3 235                  | 1       | 32        | 399         | 41        |
| 2002  | 220 650  | 1 924 500         | 11,5        | 70      | 43             | 27             | 3 152                  | 1       | 34        | 392         | 41        |
| 2003  | 197 100  | 1 999 405         | 9,9         | 75      | 49             | 26             | 2 628                  | 1       | 33        | 420         | 40        |
| 2004  | 235 700  | 1 804 652         | 13,1        | 70      | 43             | 27             | 3 367                  | 1       | 35        | 286         | 38        |
| 2013  | 323 000  | 2 214 000         | 14,6        | 116     | 68             | 48             | 2 784                  |         | 61        | 260         | 52        |
| 2016  | 346 382  | 2 374 309         | 14,6        | 113     | 70             | 43             | 3 065                  |         | 52        | 363         | 52        |